# Giải thưởng giải trí KBS
Giải thưởng giải trí KBS (tiếng Hàn: KBS 연예대상; Hanja: 韓國放送演藝大賞) là sự kiện tổ chức hằng năm và được tài trợ bởi KBS. Lễ trao giải dài khoảng 140 phút và được chia thành hai phần phát sóng trên kênh KBS2. Trong suốt buổi lễ có sự biểu diễn của các nghệ sĩ K-pop và hài nhạc kịch từ các thành viên Gag Concert. Sự kiện được tổ chức vào cuối năm mỗi năm.
Giải thưởng giải trí KBS lần thứ 8 được tổ chức vào 26 tháng 12 năm 2009 ở Yeouido tại trụ sở chính của KBS, người dẫn chương trình tại buổi lễ hôm đó là Lee Kyung-kyu, Lee Ji-ae, và Yoona (Girls' Generation).
Lễ trao giải KBS Entertainment Awards lần thứ 9 được tổ chức vào 25 tháng 12 năm 2010, người dẫn chương trình tại buổi lễ hôm đó là Shin Dong-yup, Shin Bong-sun, và Lee Ji-ae. Park Jin-young, 2PM, Miss A, và KARA đã biểu diễn tại sự kiện đó.
Giải thưởng giải trí KBS lần thứ 12 được tổ chức vào 31 tháng 12 năm 2013 tại KBS Hall ở Yeouido, có phần trình diễn của EXO.

## Danh sách giải thưởng
- Daesang (Giải thưởng lớn)
- Chương trình của năm do người xem bình chọn
- Giải thưởng nghệ sĩ hàng đâu
- Giải thưởng khen tặng đặc biệt
- Giải thưởng thành tích

| - Giải nam nghệ sĩ mới - Giải nữ nghệ sĩ mới - Giải thưởng tác giả kịch bản - Giải thưởng xuất sắc, nữ nghệ sĩ hài - Giải thưởng xuất sắc, nam nghệ sĩ hài - Giải thưởng xuất sắc hàng đầu, nam nghệ sĩ hài - Giải thưởng xuất sắc hàng đầu, nữ nghệ sĩ hài - Giải thưởng xuất sắc hàng đầu, ý tưởng, chương trình hài kịch | - Giải nam MC mới - Giải nữ MC mới - Giải tác giả chương trình thực tế - Nhóm làm việc tốt nhất - Giải thưởng xuất sắc, nam MC chương trình thực tế - Giải thưởng xuất sắc, nữ MC chương trình thực tế - Giải thưởng xuất sắc, ý tưởng, chương trình hài kịch - Giải thưởng xuất sắc hàng đầu, nam MC chương trình thực tế - Giải thưởng xuất sắc hàng đầu, nữ MC chương trình thực tế |

## Lịch sử chiến thắng

### Giải thưởng lớn (Daesang)
| Năm  | Giải thưởng lớn (Daesang)                                             | Giải thưởng lớn (Daesang)                                 |
| ---- | --------------------------------------------------------------------- | --------------------------------------------------------- |
| 2002 | Shin Dong-yup                                                         |                                                           |
| 2003 | Park Joon-hyung                                                       |                                                           |
| 2004 | Lee Hyuk-jae                                                          |                                                           |
| 2005 | Yoo Jae-suk                                                           |                                                           |
| 2006 | Kim Je-dong                                                           |                                                           |
| 2007 | Tak Jae-hoon                                                          | Happy Sunday: Immortal Musical Classics                   |
| 2008 | Kang Ho-dong                                                          | Happy Sunday: 1 Night 2 Days                              |
| 2009 | Kang Ho-dong                                                          | Happy Sunday: 1 Night 2 Days                              |
| 2010 | Lee Kyung-kyu                                                         | Happy Sunday: Qualifications of Men                       |
| 2011 | Lee Soo-geun Lee Seung-gi Eun Ji-won Kim Jong-min Uhm Tae-woong       | Happy Sunday: 1 Night 2 Days                              |
| 2012 | Shin Dong-yup                                                         | Hello!, Immortal Song 2                                   |
| 2013 | Kim Junho                                                             | Gag Concert, The Human Condition, 2 Ngày & 1 Đêm          |
| 2014 | Yoo Jae-suk                                                           | Happy Together, I Am a Man                                |
| 2015 | Lee Hwi-jae                                                           | Happy Sunday: The Return Of Superman, Vitamin             |
| 2016 | Kim Jong-min                                                          | Happy Sunday: 2 Ngày & 1 Đêm mùa 3                        |
| 2018 | Lee Young-ja                                                          | Hello Counselor                                           |
| 2019 | The Return of Superman Fathers                                        | The Return of Superman                                    |
| 2020 | Kim Sook                                                              | Problem Child in House, Boss in the Mirror                |
| 2021 | Moon Se-yoon                                                          | 2 Days & 1 Night 4, Godfather, Trot Magic Wanderer Troupe |
| 2022 | Shin Dong-yup                                                         | Immortal Songs: Singing the Legend                        |
| 2023 | Yeon Jung-hoon Kim Jong-min Moon Se-yoon DinDin Na In-woo Yoo Seon-ho | 2 Ngày & 1 Đêm mùa 4                                      |

### Chương trình người xem bình chọn
Chương trình người xem bình chọn là cách bình chọn của người xem thông qua SMS.
| Năm  | Chương trình người xem bình chọn |
| ---- | -------------------------------- |
| 2002 | Happy Together phần 1            |
| 2003 | Gag Concert                      |
| 2004 | Sponge                           |
| 2005 | Sang Sang Plus                   |
| 2006 | Sang Sang Plus                   |
| 2007 | Happy Together phần 3            |
| 2008 | Happy Sunday                     |
| 2009 | Happy Sunday                     |
| 2010 | Happy Sunday                     |
| 2011 | Gag Concert                      |
| 2012 | Gag Concert                      |
| 2013 | Gag Concert                      |

### Giải thưởng xuất sắc hàng đầu
Giải thưởng xuất sắc được trao cho mỗi cá nhân xuất hiện trong chương trình thực tế hoặc hài hước. Trong những năm gần đây, giải thưởng này đều trao cho mỗi cá nhân MC/danh hài nam và nữ ở mỗi thể loại.
| Năm      | Chương trình thực tế | Chương trình thực tế                          | Hài kịch        | Hài kịch                                   |
| -------- | -------------------- | --------------------------------------------- | --------------- | ------------------------------------------ |
| 2002     | Lee Kyung-kyu        | Hey! One Night                                | Kang Sung-beom  | Gag Concert: Sudamaen                      |
| 2002     | Lee Kyung-kyu        | Hey! One Night                                | Park Joon-hyung | Gag Concert: Beaver Brothers               |
| 2002     | Lee Kyung-kyu        | Hey! One Night                                | Park Joon-hyung | Gag Concert: Young Rats                    |
| 2003     | Yoo Jae-suk          | Super Sunday TV is Fun                        | Jung Yong-cheol | Gag Concert: Balsam School                 |
| 2003     | Yoo Jae-suk          | Happy Together phần 1                         | Jung Yong-cheol | Gag Concert: Living Satoori                |
| 3rd 2004 | Lee Hwi-jae          | Sponge                                        | Park Seong-ho   | Gag Concert: Balsam School                 |
| 2005     | Tak Jae-hoon         | Sang Sang Plus                                | Kim Joon-ho     | Gag Concert: Family's Love                 |
| 2005     | Tak Jae-hoon         | Happy Together Friends                        | Kim Joon-ho     | Gag Concert: Family's Love                 |
| 2006     | Lee Hwi-jae          | Sang Sang Plus                                | Jung Joong-chul | Gag Concert: Mappagi                       |
| 2006     | Lee Hwi-jae          | Sponge                                        | Jung Joong-chul | Gag Concert: Mappagi                       |
| 2007     | Nam Hee-seok         | Global Talk Show                              | Kim Dae-hee     | Gag Concert: We Need Conversations         |
| 2007     | Hyun Young           | Happy Sunday: Heroine 6                       | Kim Dae-hee     | Gag Concert: We Need Conversations         |
| 2008     | Jung Eun-ah          | Vitamin                                       | Kim Byung-man   | Gag Concert: Expert                        |
| 2009     | Park Mi-sun          | Comedy Star                                   | Park Sang-ho    | Gag Concert: Nambowon                      |
| 2009     | Park Mi-sun          | Happy Together phần 3                         | Park Sang-ho    | Gag Concert: Nambowon                      |
| 2010     | Hwang Soo-kyung      | Open Concert                                  | Park Ji-sun     | Gag Concert: Solo Heaven Couple Hell       |
| 2010     | Hwang Soo-kyung      | Open Concert                                  | Park Ji-sun     | Gag Concert: Buahjok                       |
| 2010     | Lee Seung Gi         | Happy Sunday: 1 Night 2 Days                  | Kim Byung-man   | Gag Concert: Expert                        |
| 2011     | Lee Young-ja         |                                               | Jung Kyung-mi   |                                            |
| 2011     | Lee Soo-geun         |                                               | Kim Joon-ho     |                                            |
| 2012     | Lee Young-ja         | Hello!                                        | Shin Bo-ra      | Gag Concert: Discovery of Life, Brave Guys |
| 2012     | Lee Young-ja         | Invincible Youth Season 2                     | Shin Bo-ra      | Gag Concert: Discovery of Life, Brave Guys |
| 2012     | Kim Seung-woo        | Win Win                                       | Kim Joon-hyun   | Gag Concert: Discovery of Life, 4 Things   |
| 2012     | Kim Seung-woo        | Happy Sunday: 1 Night 2 Days Season 2         | Kim Joon-hyun   | Gag Concert: Discovery of Life, 4 Things   |
| 2013     | Park Mi-sun          | Mamma Mia, Happy Together phần 3              | Kim Jimin       | Gag Concert: BBOOM Entertainment           |
| 2013     | Cha Tae-hyun         | Happy Sunday: 2 Days & 1 Night Season 2 and 3 | Kim Junhyun     | Gag Concert: Just Relax, Goosebumps        |

### Giải thưởng xuất sắc
Giải thưởng xuất sắc được trao cho mỗi cá nhân xuất hiện trong chương trình thực tế hoặc hài hước. Trong những năm gần đây, giải thưởng này đều trao cho mỗi cá nhân MC/danh hài nam và nữ ở mỗi thể loại.
| Năm  | Chương trình thực tế                 | Chương trình thực tế                     | Hài kịch         | Hài kịch                                                      |
| ---- | ------------------------------------ | ---------------------------------------- | ---------------- | ------------------------------------------------------------- |
| 2003 | Yoon Do-hyun                         | Yoon Do Hyun's Love Letter               | Im Hyeok-pil     | Gag Concert: Balsam School                                    |
| 2004 | Jee Seok-jin                         | Happy Sunday                             | Jeong Hyeong-don | Gag Concert: Beautiful Flowers                                |
| 2005 | Kim Je-dong                          | Happy Sunday: I'm Going To See           | Jang Dong-min    | Gag Concert: Balsam School                                    |
| 2005 | Kim Je-dong                          | Happy Sunday: I'm Going To See           | Kim Hyeon-sook   | Gag Concert: Balsam School                                    |
| 2006 | Hyun Young                           | Happy Sunday: Heroine 6                  | Kang Yumi        | Gag Concert: Love Counselor                                   |
| 2006 | Jung Sun-hee                         | Happy Sunday: Heroine 6                  | Kim Dae-beom     | Gag Concert: Mappagi                                          |
| 2007 | Park Ji-yoon                         | Star Golden Bell                         | Byun Ki-soo      | Gag Concert: Fussy Mr. Byun                                   |
| 2007 | Jee Seok-jin                         | Star Golden Bell                         | Shin Bong-sun    | Gag Concert: We Need Conversations                            |
| 2007 | Jee Seok-jin                         | Happy Sunday: High Five                  | Shin Bong-sun    | Gag Concert: We Need Conversations                            |
| 2008 | Shin Bong-sun                        | Champagne                                | Park Ji-sun      | Gag Concert: Balsam School                                    |
| 2008 | Shin Bong-sun                        | Happy Together phần 3                    | Hwang Hyun-hee   | Gag Concert: Hwang Hyun-hee's Consumer Reports                |
| 2009 | Shin Bong-sun                        | Champagne                                | Kang Yumi        | Gag Concert: Teacher Kang's Dressing Room                     |
| 2009 | Shin Bong-sun                        | Happy Together phần 3                    | Ahn Young-mi     | Gag Concert: Teacher Kang's Dressing Room                     |
| 2009 | Lee Soo-geun                         | Sang Sang Plus                           | Yoon Hyung-bin   | Gag Concert: Balsam School                                    |
| 2009 | Lee Soo-geun                         | Happy Sunday: 1 Night 2 Days             | Yoon Hyung-bin   | Gag Concert: Balsam School                                    |
| 2010 | Goo Ha-ra                            | Invincible Youth                         | Heo Anna         | Gag Concert: Superstar KBS                                    |
| 2010 | Lee Soo-geun                         | Happy Sunday: 1 Night 2 Days             | Park Young-jin   | Gag Concert: Two Minute Discussions                           |
| 2011 | Kim Kyung-ran                        |                                          | Shin Bo-ra       |                                                               |
| 2011 | Kim Seung-woo                        | Win Win                                  | Kim Won-hyo      |                                                               |
| 2011 | Kim Seung-woo                        | Win Win                                  | Choi Hyo-jong    |                                                               |
| 2012 | Hwang Shin-hye                       | Family                                   | Kim Ji-min       | Gag Concert: Uncomfortable Truth, Beggar's Dignity            |
| 2012 | Jung Chan-woo, Kim Tae-kyun (Cultwo) | Hello!                                   | Heo Kyung-kwan   | Gag Concert: Beggar's Dignity, 4 Things                       |
| 2012 | Jung Chan-woo, Kim Tae-kyun (Cultwo) | Hello!                                   | Jung Tae-ho      | Gag Concert: Brave Guys, Lady Jung                            |
| 2013 | Park Eunyeong                        | Entertainment Weekly, Mamma Mia, Vitamin | Kim Minkyung     | Gag Concert: Lobbyist, BBOOM Entertainment, Angels            |
| 2013 | Jeong Chanu, Kim Taegyun (Cultwo)    | Hello Counselor                          | You Minsang      | Gag Concert: Forever Alone, Legends of Legends,....., Bad Guy |

### Giải nghệ sĩ mới xuất sắc nhất
Trong những năm gần đây, mỗi tân binh nam và nữ MC/danh hài sẽ được trai giải thưởng cho mỗi giải.
| Năm  | Chương trình thực tế | Chương trình thực tế                  | Hài kịch         | Hài kịch                                            |
| ---- | -------------------- | ------------------------------------- | ---------------- | --------------------------------------------------- |
| 2002 | Lee Hyori            |                                       | Lee Jung-soo     |                                                     |
| 2002 | Jang Na-ra           |                                       | Lee Jung-soo     |                                                     |
| 2003 | Kang Soo-jung        | Happy Sunday: Heroine 5               | Jeong Hyeong-don |                                                     |
| 2003 | Kang Soo-jung        | Happy Sunday: Heroine 5               | Seo Nam-yong     |                                                     |
| 2003 | Kim Je-dong          |                                       | Kwon Jin-young   |                                                     |
| 2003 | Kim Je-dong          | Kim Da-rae                            |                  |                                                     |
| 2004 | Kim Kyung-ran        |                                       | Kang Yumi        |                                                     |
| 2004 | Kim Hyun-wook        |                                       | Ahn Sang-tae     |                                                     |
| 2004 | Kim Hyun-wook        | Jung Chul-gyu                         |                  |                                                     |
| 2005 | Noh Hyun-jung        |                                       | Yoo Se-yoon      |                                                     |
| 2005 | Noh Hyun-jung        | Park Hwi-soon                         |                  |                                                     |
| 2005 | Noh Hyun-jung        | Ahn Young-mi                          |                  |                                                     |
| 2005 | Noh Hyun-jung        | Shin Bong-sun                         |                  |                                                     |
| 2006 | Park Ji-yoon         |                                       | Ahn Il-kwon      |                                                     |
| 2006 | Park Ji-yoon         | Kim Ji-min                            |                  |                                                     |
| 2007 | Han Seok-joon        |                                       | Kim Won-hyo      |                                                     |
| 2007 | Choi Song-hyun       |                                       | Park Ji-sun      |                                                     |
| 2008 | Lee Ji-ae            |                                       | Kim Kyung-ah     |                                                     |
| 2008 | Lee Soo-geun         |                                       | Park Sung-gwang  |                                                     |
| 2009 | Kim Shin-young       |                                       | Oh Nami          | Gag Concert: Poisonous Things                       |
| 2009 | Jun Hyun-moo         |                                       | Heo Kyung-hwan   | Gag Concert: Balsam School                          |
| 2010 | Lee Si-young         | Entertainment Weekly                  | Kim Young-hee    |                                                     |
| 2010 | Kim Seung-woo        | Win Win                               | Choi Hyo-jong    |                                                     |
| 2011 | Park Eun-young       |                                       | Lee Hee-kyung    |                                                     |
| 2011 | Yang Joon-Hyuk       | Happy Sunday: Qualifications of Men   | Jung Tae-ho      |                                                     |
| 2012 | Bae Suzy             | Invincible Youth Season 2             | Park So-young    | Gag Concert: Mind Blowing School                    |
| 2012 | Joo Won              | Happy Sunday: 1 Night 2 Days Season 2 | Kim Gi-ri        | Gag Concert: Discovery of Life, Uncomfortable Truth |
| 2012 | Joo Sang-wook        | Happy Sunday: Qualifications of Men   | Kim Gi-ri        | Gag Concert: Discovery of Life, Uncomfortable Truth |
| 2013 | Bora                 | Music Bank                            | An So-mi         | Gag Concert: The Three Friends, Dance Chatter       |
| 2013 | John Park            | Cool Kiz On The Block                 | Lee Mun-jae      | Gag Concert: Badump Badump, Bad Guy                 |

### Giải thưởng nghệ sĩ hàng đầu
Từ 2002 đến 2007, giải thưởng được gọi là "Giải thưởng nghệ sĩ hàng đầu" (tiếng Hàn: 베스트 엔터테이너상). Năm 2008, nó được đổi tên thành "Giải thưởng phổ biến hàng đầu" (tiếng Hàn: 최고 인기상). Với tên hiện tại, từ năm 2009, đổi tên thành "Giải thưởng nghệ sĩ hàng đầu" (tiếng Hàn: 최고 엔터테이너상).
| Năm  | Chương trình thực tế                          | Chương trình thực tế                    |
| ---- | --------------------------------------------- | --------------------------------------- |
| 2002 | Kang Byung-kyu                                | 자유선언 토요대작전                     |
| 2002 | Lee Hyuk-jae                                  | 자유선언 토요대작전                     |
| 2003 | -                                             | -                                       |
| 2004 | Jung Sun-hee                                  | Happy Sunday: Heroine 6                 |
| 2005 | Noh Joo-hyun                                  | Vitamin                                 |
| 2005 | Kim Jong Kook                                 | Happy Sunday: Shooting Kid              |
| 2006 | Kim Jong-min                                  | Happy Sunday: Heroine 6                 |
| 2007 | Kim Gu-ra                                     | Star Golden Bell                        |
| 2007 | Lee Soo-geun                                  | Happy Sunday: 1 Night 2 Days            |
| 2007 | Kim Sung-eun                                  | Happy Sunday: Immortal Musical Classics |
| 2008 | Lee Seung Gi                                  | Happy Sunday: 1 Night 2 Days            |
| 2009 | Kim Sung-min                                  | Qualifications of Men                   |
| 2009 | Kim Tae-won                                   | Qualifications of Men                   |
| 2009 | Lee Ha-neul                                   | Invincible Baseball Team                |
| 2010 | Eun Ji-won                                    | Happy Sunday: 1 Night 2 Days            |
| 2010 | Eun Ji-won                                    | Crisis No. 1                            |
| 2010 | Park Myeong-su                                | Happy Together phần 3                   |
| 2010 | Park Myeong-su                                | 100 Out of 100                          |
| 2011 | Uhm Tae-woong                                 | Happy Sunday: 1 Night 2 Days            |
| 2011 | Jun Hyun-moo                                  | Happy Sunday: Qualifications of Men     |
| 2012 | Shin Hyun-joon (thể loại thông tin giải trí)  | Entertainment Weekly                    |
| 2012 | You Hee-yeol (thể loại chương trình âm nhạc)  | You Hee-yeol's Sketchbook               |
| 2012 | Cha Tae-hyun (thể loại chương trình thực tế)  | Happy Sunday: 1 Night 2 Days Season 2   |
| 2013 | Max (thể loại chương trình thực tế)           | Cool Kiz On The Block                   |
| 2013 | Choo Sunghoon (thể loại chương trình thực tế) | The Return of Superman                  |
| 2013 | Kim Jongkook (thể loại thông tin giải trí)    | Escape Crisis No. 1                     |
| 2013 | Moon Hee Jun (thể loại thông tin giải trí)    | Immortal Songs 2                        |

### Giải thưởng xuất sắc hàng đầu, ý tưởng
Trong 11 năm, Gag Concert đã giành giải Giải thưởng xuất sắc hàng đầu về ý tưởng.
| Năm  | Chương trình                | Phân khúc                         |
| ---- | --------------------------- | --------------------------------- |
| 2002 | Gag Concert                 | Living Satoori                    |
| 2003 | Gag Concert                 | Doremi Trio                       |
| 2003 | Happy Together              | Karaoke Tree                      |
| 2003 | Campaign for a Nice Country | 최재원의 양심추적                 |
| 2004 | Gag Concert                 | Flash Shopping                    |
| 2004 | Sponge                      | Sponge Response                   |
| 2004 | Morning Forum               | The Person I Miss                 |
| 2005 | Gag Concert                 | Family's Love                     |
| 2005 | Sang Sang Plus              | Old and New Three Empathy         |
| 2006 | Gag Concert                 | Mappagi                           |
| 2006 | Happy Sunday                | Shooting Kid                      |
| 2007 | Gag Concert                 | We Need Conversations             |
| 2007 | Happy Sunday                | 1 Night 2 Days                    |
| 2008 | Gag Concert                 | Expert                            |
| 2009 | Gag Concert                 | Teacher Kang's Dressing Room      |
| 2010 | Gag Concert                 | Two Minute Discussions            |
| 2011 | Gag Concert                 | The Man who Fixes the Vague Stuff |
| 2012 | Gag Concert                 | Brave Guys                        |
| 2013 | Gag Concert                 | The Yellow Sea                    |

### Giải thưởng xuất sắc, ý tưởng
| Năm      | Chương trình | Phân khúc                   |
| -------- | ------------ | --------------------------- |
| 2005     | Fun Club     | X-Files: Dry Human Research |
| 2005     | Happy Sunday | I'm Going To See            |
| 5th 2006 | Gag Concert  | Soprano Impossible          |
| 5th 2006 | Vitamin      | Great Folks                 |
| 2007     | Gag Concert  | Fussy Mr. Byun              |
| 2007     | Happy Sunday | Immortal Musical Classics   |

### Giải thưởng cho tác giả
| Năm  | Chương trình   | Chương trình                          | Hài kịch        | Hài kịch                         |
| ---- | -------------- | ------------------------------------- | --------------- | -------------------------------- |
| 2007 | Im Gi-hong     | Entertainment Weekly                  | Lee Nam-kyu     | Gag Concert                      |
| 2008 | Lee Woo-jung   | Happy Sunday: 1 Night 2 Days          | Kang Yoon-mi    | Gag Concert                      |
| 2009 | Jeong Han-wook | National Singing Contest              | Baek Seong-woon | Gag Concert                      |
| 2010 | Lee Don-kyung  | Love Request                          | Lee Sang-deok   | Gag Concert                      |
| 2011 | Mo Eun-seol    | Win Win                               | Choi Dae-woong  | Gag Star 2                       |
| 2011 | Joo Ji-peum    | Happy Together phần 3                 | Choi Dae-woong  | Gag Star 2                       |
| 2012 | Choi Jae-hyung | Happy Sunday: 1 Night 2 Days Season 2 | Jo Ye-hyun      | Gag Concert: Uncomfortable Truth |
| 2013 | Lee Hyeonsuk   | Entertainment Weekly                  | Lee Sangdeok    | Gag Concert                      |

### Giải thưởng nhóm làm việc tốt nhất
| Năm  | Chương trình                        |
| ---- | ----------------------------------- |
| 2009 | Invincible Baseball Team            |
| 2010 | Happy Together phần 3               |
| 2011 | Hello!                              |
| 2012 | Happy Sunday: Qualifications of Men |
| 2013 | Cool Kiz On The Block               |

### Giải thưởng Radio DJ
| Năm  | Radio DJ       | Radio DJ                      |
| ---- | -------------- | ----------------------------- |
| 2007 | Cha Tae-hyun   | Mr. Radio                     |
| 2007 | Ahn Jae-wook   | Mr. Radio                     |
| 2010 | You Hee-yeol   | Radio Heaven của You Hee-yeol |
| 2011 | Tae Jin-ah     | Show Show Show của Tae Jin-ah |
| 2011 | Hwang Jung-min | FM Parade của Hwang Jung-min  |
| 2012 | Lee Hyun-woo   | Music Album của Lee Hyun-woo  |
| 2013 | Jang Yoon-joo  | Attic Radio của Jang Yoon Joo |

### Giải thưởng khen thưởng/thành tựu đặc biệt
| Năm  | Khen thưởng đặc biệt           | Khen thưởng đặc biệt                | Thành tích                | Thành tích                                   |
| ---- | ------------------------------ | ----------------------------------- | ------------------------- | -------------------------------------------- |
| 2005 | Park Bong-joo                  | Vitamin                             | Shin Goo                  |                                              |
| 2005 | Kim Han-jo                     | Vitamin                             | Jung Ae-ri                | The Clinic for Married Couples: Love and War |
| 2005 | Kim Han-jo                     | Vitamin                             | Kim Young-wook            |                                              |
| 2006 | Kim Ki-bong                    | -                                   | Heo Cham                  |                                              |
| 2006 | Yoo Jae-suk                    | -                                   | Han Young-shil            |                                              |
| 2007 | Global Talk Show Team          | Global Talk Show Team               | Kim In-yeob               |                                              |
| 2007 | Global Talk Show Team          | Global Talk Show Team               | Son Young-soo             |                                              |
| 2008 | Bae Chul-soo                   | Gag Concert 7080                    | Moon Geum-ju              |                                              |
| 2009 | Kwon Oh-joong                  | Vitamin                             | Go Dong-wook              |                                              |
| 2010 | Kolleen Park                   | Happy Sunday: Qualifications of Men | Jun Kwang-ryul            |                                              |
| 2011 | Kim Tae-won                    | Happy Sunday: Qualifications of Men | Kang Chan-hee (cameraman) | Happy Sunday: 1 Night 2 Days                 |
| 2012 | Kim Young-ho (head of editing) |                                     | Kim In-hyeob (bandmaster) | National Singing Contest                     |
| 2013 | Kang Seungwon                  | You Hee-yeol's Sketchbook           | Jang Byeongmin            | Open Concert                                 |

### Giải thưởng khác
| Năm  | Giải thưởng                                            | Người thắng                                     |
| ---- | ------------------------------------------------------ | ----------------------------------------------- |
| 2005 | Giải thưởng phổ biến của Netizen                       | Ji Hyun-woo, Ye Ji-won (Old Miss Diary)         |
| 2005 | Giải chương trình âm nhạc xuất sắc nhất                | Yoon Do-hyun's Love Letter                      |
| 2007 | Giải thưởng nổi bật đặc biệt                           | Cuộct thi tiếng hát quốc gia: tập New York      |
| 2010 | Giải thưởng nhà sản xuất đặc biệt                      | Kim Sang-min                                    |
| 2011 | Giải thưởng nhà sản xuất đặc biệt                      | Lee Chang-myung (Let's Go Dream Team! Season 2) |
| 2012 | Khách mời xuất sắc                                     | Bae Suzy (Gag Concert)                          |
| 2013 | Giải thưởng nhà sản xuất đặc biệt                      | Lee Hwi Jae (The Return of Superman)            |
| 2013 | Giải chương trình đặc biệt                             | Golden Oldies Germany Concert                   |
| 2013 | Giải phổ biến trên Mobile TV                           | The Children of Superman                        |
| 2013 | Giải thái độ thử nghiệm                                | The Human Condition                             |
| 2013 | Giải chương trình giữa giờ nghỉ (Kind of Rookie Award) | Kang Ho Dong Cool Kiz On The Block              |
| 2013 | Giải chương trình nghỉ giữa giờ (Best Eater Award)     | Yoo Jae Suk Happy Together phần 3               |
| 2013 | Giải chương trình nghỉ giữa (Catchphrase Award)        | Cho Dalhwan Cool Kiz On The Block               |

## Liên kết
- Giải thưởng giải trí KBS 2005 (tiếng Hàn)
- Giải thưởng giải trí KBS 2006 (tiếng Hàn)
- Giải thưởng giải trí KBS 2007 (tiếng Hàn)
- Giải thưởng giải trí KBS 2008 (tiếng Hàn)
- Giải thưởng giải trí KBS 2009 (tiếng Hàn)
- Giải thưởng giải trí KBS 2010[liên kết hỏng] (tiếng Hàn)
- Giải thưởng giải trí KBS 2011 Lưu trữ ngày 7 tháng 1 năm 2014 tại Wayback Machine (tiếng Hàn)